# 教育的人間学
『教育的人間学』（きょういくてきにんげんがく、pedagogical anthropology,Человек как предмет воспитания. Опыт педагогической антропологии）は、ロシアの教育学者コンスタンチン・ウシンスキーの主著。ウシンスキー晩年の作で、未完に終わった。『教育の対象としての人間－教育的人間学試論』が原題。第一巻の訓育論と第二巻の教授論とは著者の生前に出版された。第三巻は書きかけのままで遺された。
著述当時におけるロシアの教育界に「技術」と「科学」とを混同する考え方が見受けられることを指摘し、真の科学、科学的思考に立脚した教育の実現を図るべきであると説いた。